# Ліонель Зінсу
Ліонель Зінсу (фр. Lionel Zinsou; нар. 23 жовтня 1954, Париж, Франція) — франко-бенінський політик і бізнесмен, Прем'єр-міністр Беніну з 18 червня 2015 року по 6 квітня 2016 року. У 2016 році кандидат у президенти Беніну.

## Біографія
Ліонель Зінсу народився в Парижі в 1954 році. Він є племінником Еміля Зінсу, колишнього президента Дагомеї (Бенін).
Після того як він закінчив Вищу школу у Парижі і в Лондон Лондонську школу економіки і політичних наук працював у команді найбільшого французького політика Лорана Фабіуса, де був спічрайтером.
Потім тривалий час працював з Ротшильдами, очолював компанію «PAI Partners», що дозволило йому в 2005 році в найбільшому бенінському місті Котон відкрити Фонд Зінсу. Новий президент Беніну Яї Боні запросив Зінсу своїм радником.
У середині 2015 року в Беніні прийняли рішення відновити пост прем'єр-міністра країни. Боні призначив на цей пост Ліонеля Зінсу.
Восени 2015 року Зінсу висунутий правлячою партією Сили каурі за Бенін, що відроджується на пост президента країни. Чинний президент Яї Боні не мав права балотуватися втретє. Під час передвиборної гонки Зінсу ледь не загинув, 27 грудня зазнав аварії його вертоліт. Перший тур виборів пройшов на початку березня 2016 року. У виборах взяла участь рекордна кількість кандидатів (33 суперника). У другий тур вийшов прем'єр-міністр країни Зінсу і незалежний кандидат Патріс Талон. Другий тур виборів відбувся 20 березня. За його результатами президентом країни був обраний Талон.
При вступі на посаду нового президента в квітні посаду прем'єр-міністра знову була скасована.